# Municipalitatea Agua Prieta, Sonora
Agua Prieta (ortografie veche Aguaprieta) este o municipalitate din statul Sonora din Mexic. Localitatea omonimă, Agua Prieta, este reședința municipalității.

## Geografie

### Municipaliăți și comitate adiacente
- Municipalitatea Janos, statul Chihuahua, la est;
- Municipalitatea Bavispe, statul Sonora, la sud-est;
- Municipalitatea Nacozari de García, statul Sonora, la sud;
- Municipalitatea Fronteras, statul Sonora, la sud-vest;
- Municipalitatea Naco, statul Sonora, la vest;
- Comitatul Cochise, statul  Arizona, la nord-vest și nord;
- Comitatul Hidalgo, statul  New Mexico, la nord-est.

## Articole conexe
- Lista celor 72 de municipalități din statul Sonora